# Chris Gbandi
Christopher Gbandi (* 7. April 1979 in Bong Mines) ist ein ehemaliger liberianischer Fußballspieler und heutiger Trainer.

## Als Spieler

### Verein
Gbandi spielte zunächst von 1998 bis 2001 bei der University of Connecticut für die Connecticut Huskies. 2000 bekam er die Hermann Trophy als bester College-Spieler. Im Januar 2002 erfolgte ein Wechsel zum FC Dallas. Hier fiel er zunächst das komplette Jahr 2002 wegen eines Ende 2001 erlittenen Kreuzbandrisses aus. Ab 2003 spielte Gbandi dann regelmäßig und konnte sich einen Stammplatz erkämpfen. 2008 unterschrieb er einen Vertrag beim norwegischen Zweitligisten FK Haugesund. Im März 2010 kehrte er in die USA zurück und spielte für den Miami FC. Dort beendete der Abwehrspieler nach nur fünf Monaten seine aktive Karriere.

### Nationalmannschaft
Von 2004 bis 2011 absolvierte Gbandi drei Länderspiele für die liberianischen A-Nationalmannschaft.

## Als Trainer
2011 wurde Gbandi Co-Trainer seines ehemaligen Teams der University of Connecticut und von 2012 bis 2014 arbeitete er in gleicher Position beim College of the Holy Cross in Worcester (Massachusetts). Seit 2015 ist er nun Cheftrainer des Dartmouth College in Hanover (New Hampshire).

## Sonstiges
Seit 2001 ist Gbandi auch im Besitz der US-amerikanischen Staatsbürgerschaft. Sein jüngerer Bruder Sandy (* 1985) war ebenfalls Profifußballer und spiele für den FC Dallas sowie die Puerto Rico Islanders.